# Kałęczyn (przystanek kolejowy)
Kałęczyn – przystanek kolejowy w Kałęczynie, w województwie mazowieckim, w Polsce.

## Ruch pasażerski[1]
| Rok  | Wymiana pasażerska na dobę |
| ---- | -------------------------- |
| 2017 | 20-49                      |
| 2018 | 20-49                      |
| 2019 | 50-99                      |
| 2020 | 20-49                      |
| 2021 | 50-99                      |
| 2022 | 50-99                      |
| 2023 | 50-99                      |

## Połączenia
| Przewoźnik         | Linia | Trasa                                     |       |
| ------------------ | ----- | ----------------------------------------- | ----- |
| Koleje Mazowieckie | R90   | Warszawa Zachodnia - Kałęczyn - Działdowo | [ 4 ] |